# Glomus
Glomus é um género de fungos formadores de micorrizas arbusculares. Todas as espécies conhecidas estabelecem relações simbióticas do tipo micorriza com raízes de plantas. Glomus é o mais numeroso género formador de micorrizas arbusculares, com cerca de 85 espécies descritas, mas é correntemente descrito como não monofilético. Diversas espécies de Glomus, incluindo G. aggregatum, são produzidos em cultura e comercializados como inoculantes para promover a formação de micorrizas em solos agrícolas. A espécie G. macrocarpum (e possivelmente também G. microcarpum) causa uma doença ananicante das plantas do tabaco.

## Taxonomia
Glomus é o único género incluído na família monotípica Glomeraceae, na divisão Glomeromycota. Alguns membros do género foram inicialmente descritos como espécies pertencentes ao género Sclerocystis, mas este género foi inteiramente transferido para Glomus. Novas alterações taxonómicas são expectáveis à medida que a filogenia destes fungos for melhor conhecida.
Glomus está provavelmente relacionado com o fungo fóssil Glomites, descoberto em depósitos datados do Devoniano (com 400 milhões de anos).

## Ecologia e ciclo de vida
Tal como acontece com outros fungos formadores de micorrizas arbusculares, as evidências conhecidas indicam que todas as espécies de Glomus são simbiontes obrigatórios, dependentes da sua associação micorrízica com raízes de plantas para completar o seu ciclo de vida. Entre essas evidências avulta a impossibilidade destas espécies serem cultivadas em laboratório na ausência de uma planta hospedeira.
Espécies do género Glomus estão presentes em quase todos os habitats terrestres, incluindo a terra cultivada, os desertos, pradarias, florestas tropicais e tundras.
Os fungos micorrízicos arbusculares proporcionam inúmeros benefícios para seus hospedeiros vegetais, incluindo melhor absorção de nutrientes, resistência à seca e melhor defesa contra doenças. No entanto, não é seguro que a relação seja uma simbiose mutualística em todas as circunstâncias, podendo por vezes ser parasitária, com efeitos negativos sobre o crescimento das plantas. Embora raramente, algumas espécies de plantas podem parasitar fungos.
Todas as espécies Glomus cujo ciclo de vida é conhecido são totalmente assexuadas. Os esporos são produzidos nas extremidades das hifas dentro da raiz hospedeira ou no solo circundante da raiz. Presume-se que os esporos sejam do tipo clamidosporo. Quando os esporos germinam, o tubo de germinação cresce através do solo até entrar em contacto com as raízes. Estabelecido o contacto, o fungo penetra na raiz e desenvolve-se entre as células da estrutura radicular: Nalguns casos o fungo penetra a parede celular e desenvolve-se dentro da célula da raiz.
No interior do tecido radicular, o fungo forma arbúsculos, estruturas de hifas altamente ramificadas que servem como sítios de troca de nutrientes com a planta. Os arbúsculos são formados dentro das paredes celulares da planta, mas são rodeadas por uma membrana celular invaginada, permanecendo no interior do apoplasto. O fungo pode também formar vesículas, estruturas engrossadas que se pensa funcionarem como órgãos de armazenamento de nutrientes.

## Espécies
O género Glomus inclui cerca de 85 espécies descritas, entre as quais:
- Glomus aggregatum
- Glomus etunicatum
- Glomus fasciculatum
- Glomus intraradices
- Glomus microaggregatum
- Glomus mosseae